# محيي الدين ياسين
محيي الدين بن حاج محمد ياسين (مواليد 15 مايو 1947) سياسي ماليزي شغل منصب رئيس الوزراء الثامن لماليزيا منذ مارس 2020. شغل منصب النائب العاشر لرئيس الوزراء، وزير الداخلية. في العديد من المناصب الوزارية الأخرى في عهد رؤساء الوزراء السابقين عبد الله أحمد بدوي ونجيب رزاق ومهاتير محمد، من مايو 1995 إلى فبراير 2020. ونتيجة للأزمة السياسية الماليزية المستمرة لعام 2020، أدت استقالة مهاتير المفاجئة في 24 فبراير 2020 إلى استقالة محي الدين. أعلن رئيس الوزراء من قبل يانغ دي بيرتوان أجونج في 29 فبراير 2020. تم تعيينه رسميًا وأدى اليمين في 1 مارس 2020 قبل وقت قصير من أن يصبح بارزًا في استجابة ماليزيا لوباء مرض فيروس كورونا 2019.
في 16 أغسطس 2021 قدم استقالة حكومته للملك عبد الله أحمد شاه، على أن يقوم بتسيير أعمال الحكومة ريثما يُعيّن رئيس وزراء جديد.